# Paulina Wright Davisová
Paulina Wright Davisová (nepřechýleně Davis; rozená Kellogg; 17. srpna 1813 Bloomfield – 24. srpna 1876 Providence) byla americká abolicionistka, sufražetka a lektorka. Byla spoluzakladatelkou Novoanglické ženské společnosti za ženská práva (New England Woman Suffrage Association). V roce 2002 byla uvedena do Národní ženské síně slávy.

## Životopis
Narodila se v Bloomfieldu v New Yorku kapitánovi Ebenezerovi Kelloggovi a Polly Kellogg (rozené Saxon). Rodina se v roce 1817 přestěhovala do pohraničí poblíž Niagarských vodopádů. Oba její rodiče zemřeli a Paulina od roku 1820 žila se svou tetou v Le Roy v New Yorku. Vstoupila do presbytariánské církve. Chtěla se stát misionářkou, ale církev to ženám nedovolovala.
V roce 1833 se provdala za Francise Wrighta, obchodníka ze zámožné rodiny z Utica v New Yorku. Vyznávali podobné hodnoty a oba odešli ze své církve na protest proti jejímu pro otrokářskému postoji. Oba také působili ve výkonném výboru Centrální newyorské společnosti proti otroctví (Central New York Anti-Slavery Society). V roce 1835 manželé společně zorganizovali shromáždění proti otroctví v Utica. Také podporovali reformy za ženská práva, stýkaje se se Susan B. Anthony, Elizabeth Cady Stanton a Ernestine Rose. Během tohoto období, Paulina studovala ženské zdraví. Francis Wright zemřel v roce 1845. Manželé neměli žádné děti.
Po manželově smrti se přestěhovala do New Yorku, aby mohla studovat medicínu. V roce 1846 přednášela ženám o anatomii a fyziologii. Nechala si dovézt lékařkou figurínu a jezdila po východních státech USA, kde učila ženy a naléhala, aby se staly lékařkami. V roce 1849 se provdala ze Thomase Davise, demokrata z Providence na Rhode Islandu a společně adoptovali dvě dcery.
V roce 1850 začala svou energii věnovat ženským právům. Přestala přednášet a pomohla zorganizovat první Národní shromáždění za práva žen (National Women's Rights Convention) ve Worcesteru v Massachusetts, kterému předsedala a přednesla úvodní řeč. Ve svém projevu argumentovala, že ženám nejsou poskytována ústavní práva na rovnou ochranu a řádný proces, a že jsou vládou považovány za „invalidní kastu“. Od roku 1850 do roku 1858 byla předsedkyní Národního výboru pro ženská práva. V roce 1853 byla editorkou časopisu The Una, který předala Caroline Healey Dall v roce 1855.
V roce 1968 patřila k zakladatelkám Novoanglické ženské společnosti za ženská práva (New England Woman Suffrage Association). Když se skupina rozpadla, zapojila se společně se Susan B. Anthony do Národní asociace pro ženská práva (National Woman Suffrage Association, NWSA). V roce 1870 zorganizovala 20. výročí setkání hnutí za ženská práva a publikovala The History of the National Woman's Rights Movement (Historie hnutí za práva žen).
Paulina Wright Davis zemřela 24. srpna 1876 v Providence na Rhode Islandu, 17 dní po jejích 63 narozeninách a byla velebena Elizabeth Cady Stanton.
První svazek History of Woman Suffrage (Historie hnutí za ženská práva) publikovaný v roce 1881 uvádí. „Tato díla jsou laskavě věnována památce Mary Wollstonecraft, Frances Wright, Lucretii Mott, Harriet Martineau, Lydie Maria Child, Margaret Fuller, Sarah a Angeliny Grimké, Josephine S. Griffing, Marthy C. Wright, Harriot K. Hunt, M.D., Mariany W. Johnson, Alice a Phoebe Carey, Ann Preston, M.D., Lydie Mott, Elizy W. Farnham, Lydie F. Fowler, M.D., Pauliny Wright Davis, jejichž oddané životy a neohrožená slova v požadavku politických práv pro ženy byly při přípravě těchto stránek neustálou inspirací pro redaktory.“
V roce 2002 byla uvedena do Národní ženské síně slávy.
V roce 2003 byla uvedena do Síně slávy dědictví Rhode Islandu spolu se svým druhým manželem, Thomasem Davisem.